# FC Fiorentino
F.C. Fiorentino este o echipă de fotbal din San Marino.

## Lot
| Nr. |            | Poziție | Jucător            |
| --- | ---------- | ------- | ------------------ |
|     | San Marino | P       | Michele Bollini    |
|     | San Marino | P       | Marco Graziosi     |
|     | San Marino | P       | Matteo Venerucci   |
|     | San Marino | F       | Marco Arcangeloni  |
|     | San Marino | F       | Mattia Casadei     |
|     | San Marino | F       | Federico Cherubini |
|     | San Marino | F       | Matteo Ciacci      |
|     | San Marino | F       | Stefano Ciacci     |
|     | San Marino | F       | Matteo Colonna     |
|     | San Marino | F       | Irish De Biagi     |
|     | San Marino | F       | Nicola Giorgini    |
|     | San Marino | F       | Davide Mariotti    |
|     | San Marino | F       | Daniele Pruccoli   |
|     | San Marino | F       | Marco Santolini    |

| Nr. |            | Poziție | Jucător             |
| --- | ---------- | ------- | ------------------- |
|     | San Marino | M       | Michele Agostini    |
|     | San Marino | M       | Matteo Bernardi     |
|     | San Marino | M       | Filippo Bombini     |
|     | San Marino | M       | Andrea Capicchioni  |
|     | San Marino | M       | Cristian De Angelis |
|     | San Marino | M       | Stefano Talarico    |
|     | San Marino | M       | Denis Veronesi      |
|     | San Marino | A       | Gian Luca Biagini   |
|     | San Marino | A       | Nicola Chiaruzzi    |
|     | San Marino | A       | Jacopo Manzari      |
|     | San Marino | A       | Yuri Pedini         |
|     | San Marino | A       | Steven Venerucci    |
|     | San Marino | A       | Adriano Zanotti     |